# دیمورفودون
دیمورفودون (به انگلیسی: Dimorphodon) یک گونه از پتروسورها می‌باشند که در دورهٔ ژوراسیک می‌زیستند که توسط ریچارد اوون در سال ۱۸۵۹ نام‌گذاری‌شده و به معنای دندان دو شکلی می‌باشد که از کلمه‌های یونانی δι/di به‌معنی 'دو', μορφη/morphe به‌معنی 'شکل' و οδων/odon به‌مهنی 'دندان' گرفته شده‌است.